# Rezervația naturală Pociumbeni
Pociumbeni este o rezervație naturală silvică în raionul Rîșcani, Republica Moldova. Este amplasată în ocolul silvic Rîșcani, Pociumbeni, parcela 1, subparcelele 13, 19. Are o suprafață de 53 ha. Obiectul este administrat de Gospodăria Silvică de Stat Glodeni.